# Bages de Rosselló
Bages de Rosselló, o, simplement, Bages (['baʒəzdərusə'ʎu], estàndard ['baʒəzdərusə'ʎo], o, simplement, ['baʒəs], en francès Bages), és un poble i comuna de 3.987 habitants de la comarca del Rosselló (Catalunya del Nord).
Està situat a la Plana del Rosselló, al sud de Perpinyà i a l'oest d'Elna, pràcticament al centre de la comarca, a migdia de l'estany de Vilanova de Raó. La dita diu: A Bages no hi vagis, si amics o parents no hi hagis (o A Bages, no hi vagis, si parents o amics, no hi hagis, mes si vols t'amusar a Bages cal anar), A Bages no hi vagis, si parent o amic/si amics o parents/ no hi hagis/no hi has, al carrer dormiràs/restaràs. També Arròs Catarina si en vo(l)s.

## Etimologia
Joan Coromines explica que l'origen de Bages és el terme llatí baias, que originàriament designava una estació de banys. Des d'aquest origen, el sentit del terme es traslladà a designar espais geogràfics amb abundor d'estanys i estanyols, com és l'entorn de Bages de Rosselló.

## Geografia

Situació de la comuna de Bages de Rosselló en el Rosselló

### Localització i característiques generals del terme
El terme de Bages, d'una extensió d'119.500 hectàrees, està situat en una zona de suaus turons que separen les conques del Tec, al sud, i del Reart, al nord, a la zona dels baixos Aspres. A l'oest del terme es troba la terrassa més alta, dins de la plana del Rosselló, amb els serrats d'en Guixet i del Castell de Rard; a la zona central, la plana intermèdia. amb vinyes, i unes depressions en el nivell més baixa, en les quals destaca la que conté l'estany de Vilanova, la Prada (antic estany dessecat pels templers al segle xii), depressions com la de la Colomina i l'antic estany de Bajoles, també desaparegut. L'altitud del terme de Bages oscil·la entre els 14 metres d'altitud a llevant del terme, al lloc on hi hagué l'estany de Bajoles, prop de la confluència del Còrrec del Diluvi amb l'Agulla de la Mar, i els 91 a l'indret del Molí de Vent, a prop de l'extrem oest del terme, prop del límit amb Vilamulaca i del nucli de Mas Sabola, d'aquest darrer terme.
La major part dels límits del terme són arbitraris, però en alguns casos hi ha límits naturals: tot el sector sud-est del terme està definit pel Còrrec del Diluvi, i en uns punts determinats són també part del límit comunal el Còrrec de la Coma d'en Tardiu i la Ribereta. Al nord del terme, el límit del terme municipal està definit per la riba del sector sud-oriental de l'Estany de Vilanova de Raó.
Termes municipals limítrofs:
| Pollestres Pontellà |        | Montescot |
| Vilamulaca          |        | Elna      |
|                     | Brullà | Ortafà    |

### El poble de Bages de Rosselló

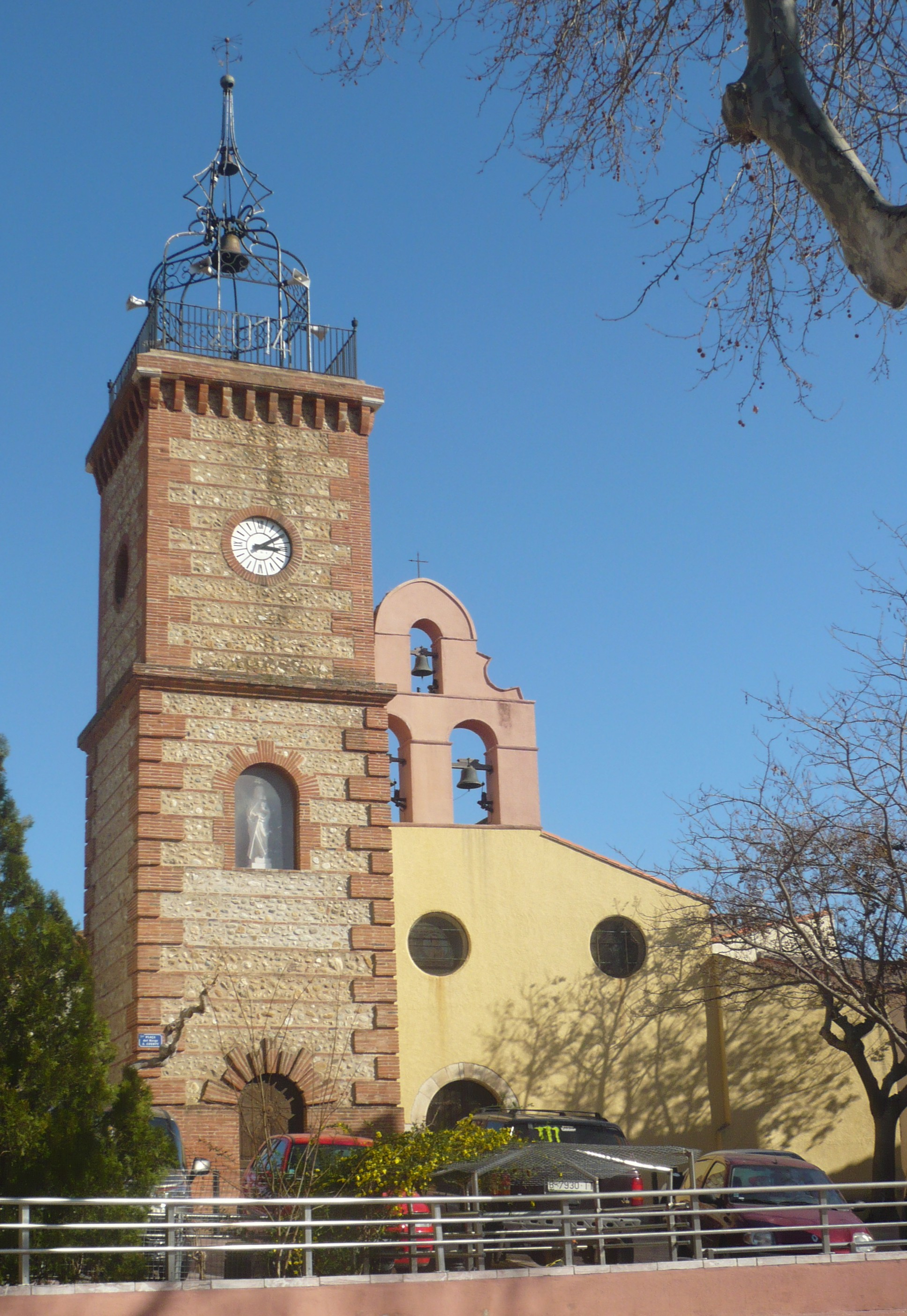
L'església de Sant Andreu

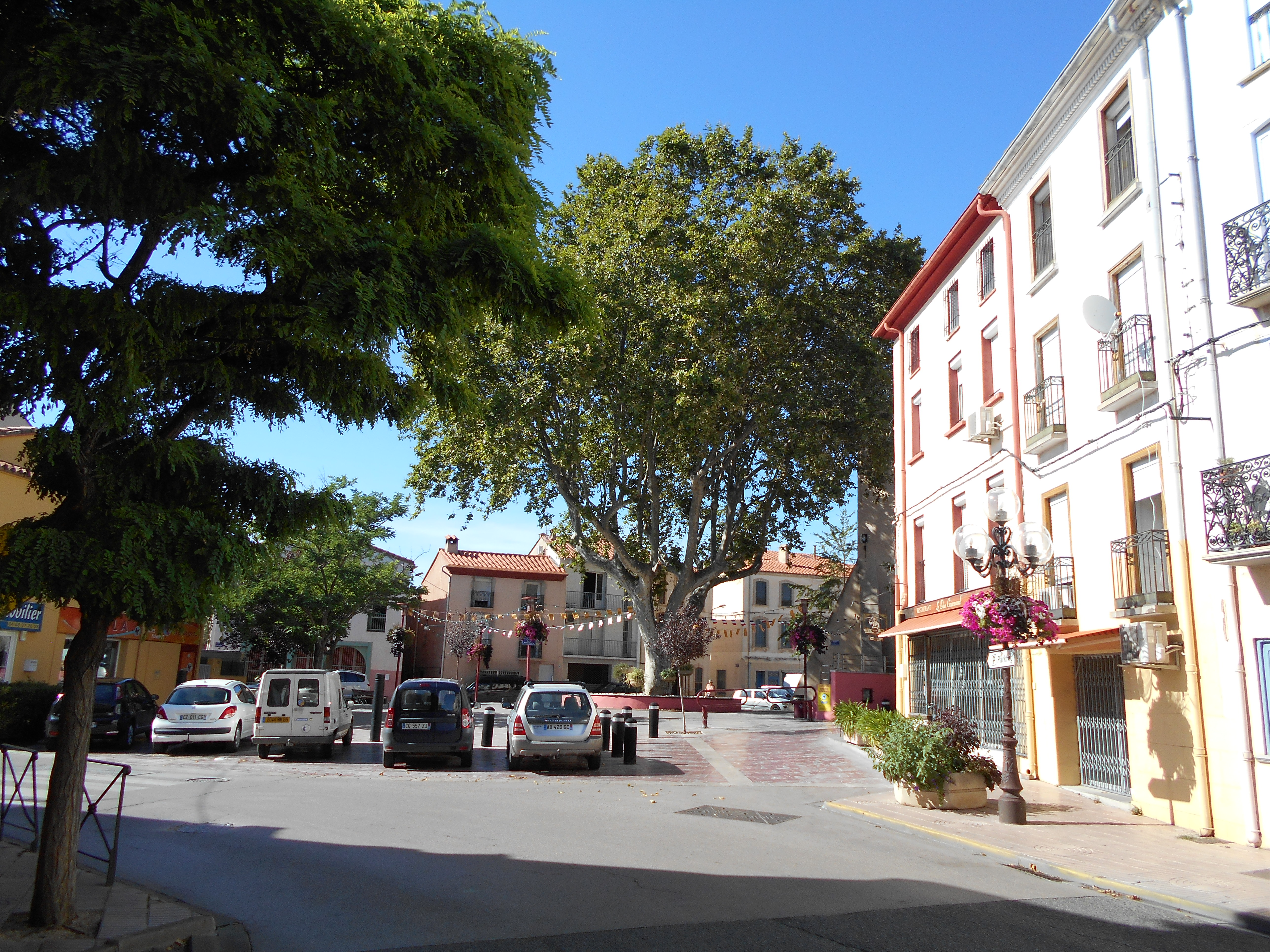
La Plaça de la República de Bages de Rosselló

Situat en una zona plana, al llarg de la carretera d'Elna a Tuïr, Bages s'ordena a l'entorn de l'església parroquial de Sant Andreu, formant en un lleuger turonet una cellera de les habituals en molts pobles de la Catalunya Nord. El lloc de Bages és esmentat des del 911 o 922 (la lectura dubtosa del document del 911 no permet assegurar del tot que es tracti d'aquest poble), el 1257 és esmentada com a cellera, al voltant de l'església i defensada per muralles, una força, com és esmentada encara en documents del segle xvi.
La cellera, el poble clos i el castell apareixen en diversos documents medievals; arribà a tenir uns 55 focs, i el castell no es diferenciava de la mateixa població murada. Avui dia encara es pot reconèixer la cellera esmentada.
Cinc barris es va constituir a partir del nucli primigeni: el Camí de la Usina, les Eres, el Fort, la Ruta d'Elna i la Ruta de Tuïr, eixamplant la vila fora muralles. Una mica més lluny, a ponent, es va formar també el barri de la Verneda, ara ja unit al nucli urbà. El poble compta amb dos cementiris, el vell i el nou, tots dos situats al sud del nucli urbà, un a prop de l'altre. A l'antiga entrada del poble des de llevant hi havia el calvari anomenat el Crist, ara també integrat en el nucli de població. Igualment integrat en el nucli bagenc hi ha l'oratori de Nostra Senyora de la Victòria, prop del carrer d'Hortafà.
El creixement del poble al segle xx s'ha basat en les modernes urbanitzacions de les Alicantes, Bellevue, la Clairière, les Escoles, Hameau de Bajoles, Jardins de Lafabrega, les Palmiers, abans les Vinyes d'en Parès i els Vergers.

### Castell i antic terme del Reart

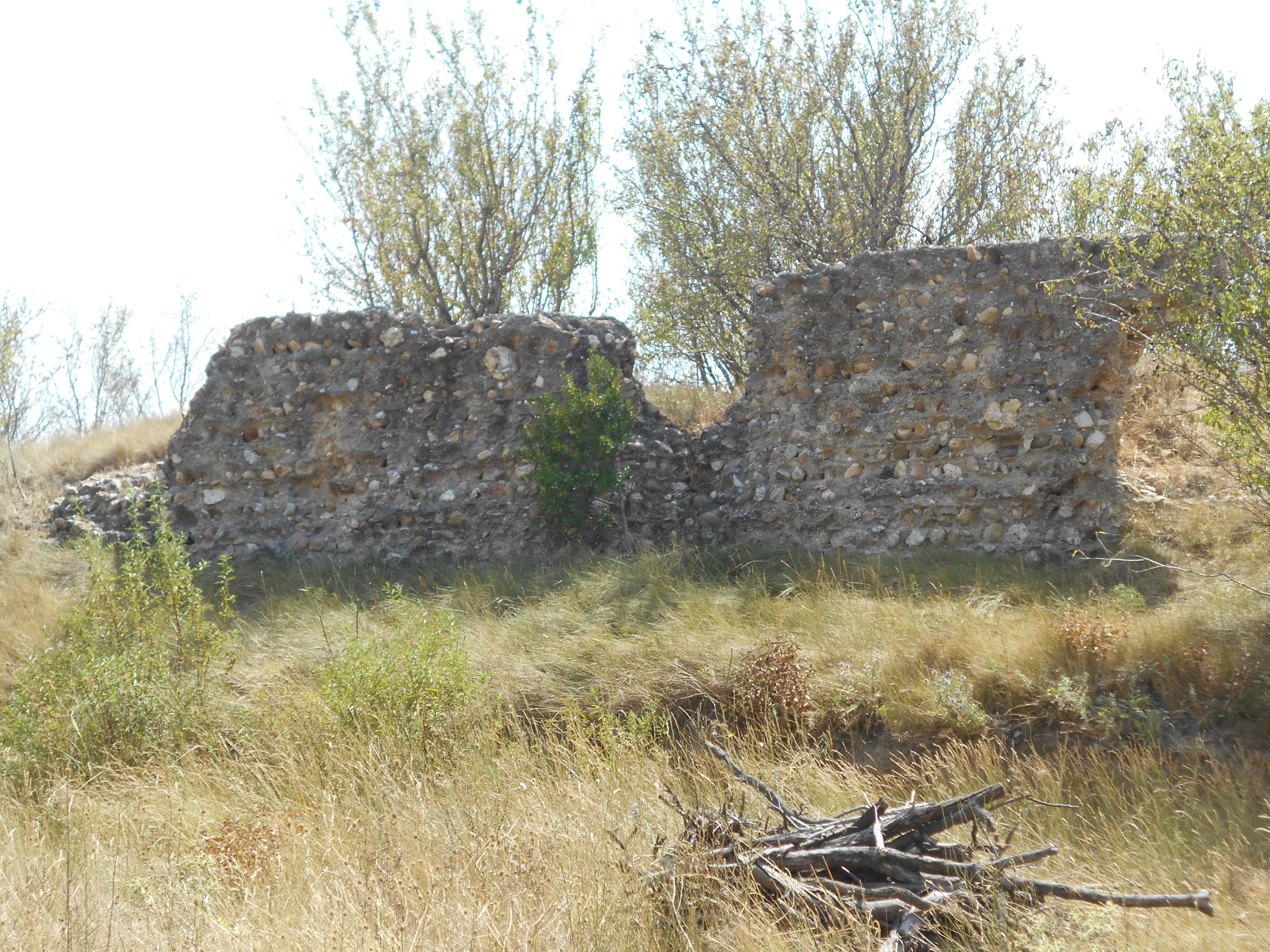
Restes del castell

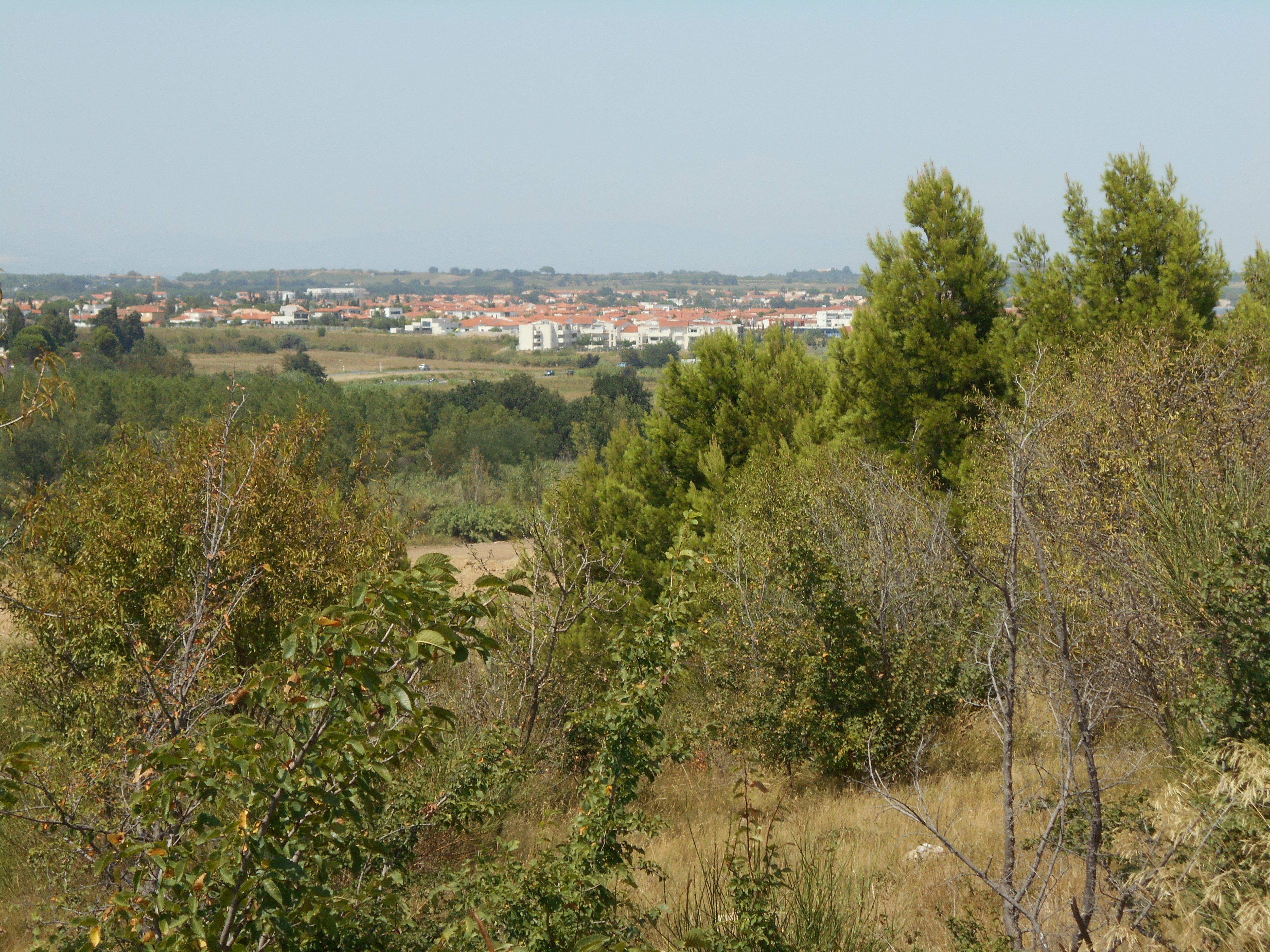
Vista general des del Castell del Reart

Aturonat a 80 m d'altitud, a la dreta del Reart, es troba l'antic Castell del Reart, que disposava de terme propi. Rep el nom popular del Castellàs. Està situat a prop del punt on es troben els termes de Bages, Pollestres, Pontellà i Nyils, Vilamulaca i Trullars. Tot i que ja arruïnada al segle xviii, hi havia hagut la cel·la monàstica de Sant Joan de Rard, que havia depès de Santa Maria d'Arles; era una de les cel·les més antigues d'aquest monestir, documentada des del 820. Era situada a ponent del castell, ran del camí del Voló a Bages per Sant Joan la Cella. Les fortes pluges del mes de juny del 1765 feren caure l'edifici de l'església damunt del camí, i el mateix fou acabada d'enderrocar del tot.

### Els masos
Al llarg del terme de Bages hi ha uns quants masos, mostra de la dedicació agrària del terme bagenc: la Bergerie, el Casot, els Casots dels Maters, Mas Benet, Mas de la Prada, Mas Nou, Mas Paltor, Mas Simonet i la Torre d'en Sarrís, o de Lafabrega, o d'en Massó. De l'antiga activitat preindustrial hi ha les ruïnes del Molí del Vent, la Teuleria, desapareguda, i la Usina, o la Destil·leria, i dels derivats de l'agricultura, la Cava Cooperativa del Celler de la Verneda i la Cooperativa de productes ecològics.

### Hidrònims
Pel fet d'ésser el terme de Bages menys pla que els termes veïns, en aquest terme es donen menys agulles de desguàs i, en canvi, més còrrecs, o torrents. Pròpiament com a riu només hi ha, al límit nord del territori bagenc, el Reart, però s'hi troben els còrrecs de Candell, de la Coma d'en Tardiu, o de la Tardiva, de la Font del Tiure, o de la Font dels Aspres, o dels Lladres, el Còrrec de la Roja, el del Diluvi, de vegades anomenat també simplement el Diluvi, el Còrrec de les Qüestions, el de l'Olivet, el del Pixó i el d'en Ricard, a més de la Ribereta.
D'agulles, se'n troben tres, a Bages de Rosselló: l'Agulla de la Mar, la dels Carnassos i la Vella de la Mar. També hi havia hagut dos estanys o estanyols: el de Bages, avui dessecat i conegut com la Prada, i el de Bajoles. Una font destacada, en el terme: la Font Rodona.

### El terme comunal
Els noms de lloc del terme de Bages es refereixen sobretot a partides o antigues possessions. Algun d'aquests noms es refereixen a senyals geodèsiques o, simplement, punts de referència per als pagesos del lloc: el Piló i el Piló Planer, tots dos situats al límit meridional del terme. D'altres agafen com a referència els camins que creuen el lloc: Camí d'Avallric, Camí dels Horts, Camí de Vilanova i les Quatre Rutes de Barrià (tots quatre no com a noms de camí, sinó de tot el conjunt de terres que tenen aquests camins en el seu entorn). Alguns topònims més tenen relació amb camps, prats o similars: Camps de l'Hospital, la Colomina, la Colomineta, el Cotiu de Caga Poc, l'Hort del Roc, els Horts, la Planta, la Prada, el Pradot, les Rotes, la Vinya de l'Hospital de la Vila (nom ara en desús), la Vinya d'en Parès, o la Porquera, les Vinyes d'en Parès, Xò'n Bolta, o la Vinya del Capellà, i Xò'n Maseres, o, simplement, Maseres. Un altre conjunt de noms de lloc bagencs fan referència a les terres que envolten elements geogràfics destacats, o masos: la Cantina, el Castellàs (el Castell de Rard), Còrrec del Pixó, el Diluvi, Estany de Bages, la Font Rodona, el Fornàs, el Mas de la Prada, el Mas Nou, el Masot, el Molí del Vent, Pou del Gel, Puig Dallat, Puig d'en Masó, la Ribereta, Serrats del Castellàs del Reart, Serrats d'en Guixet, la Teuleria i la Torre d'en Sarrís. Finalment, hi ha tot de topònims que no tenen altra justificació que la mateixa etimologia del topònim: els Aibres Blancs, Bajoles, Candell, les Conques, les Corboses, la Costa, Darrere Pica Mosca, les Dimoseles, l'Espina, la Figuera d'en Pala, la Llàntia, la Llongaina, Malarça, els Maters, o les Mates, o els Matessos, Millaroles, el Pla, Planeres, les Qüestions, Reixac, les Roges, les Roges de Baix, els Termiguers, Verdella, la Verneda i Vulpilleres.

#### El Cadastre napoleònic
En el Cadastre napoleònic del 1812, Bages de Rosselló apareix dividit en tres seccions: la Prada, el Pla i el Poble, que corresponen a la meitat nord, la sud i els entorns del poble, respectivament. A la Prada hi ha les partides de lo Castellar, amb les restes del Castell de Reart, el Mas Nou, Matei, los Aibres Blancs, la Borbosa, el Molí del Vent, on consten les restes del molí que hi dona nom, Vulpilleres, los Termiguers, la Verneda, la Planta, les Rutes, la Prada, amb el Mas de la Prada, la Llongaina, la Llàntia (hi consta com a la Llanti), el Camí de Vilanova, Bajoles, Malarça i la Figuera d'en Pala.
Al Pla es troben les partides de les Qüestions, Candell, Milleroles, les Conques, Planeres, la Roja, Puig Dallat, lo Jornal, los Omells, l'Espina, el Puig d'en Masó, el Còrrec del Pixó i lo Pla. Finalment, a la Secció del poble no hi ha partides esmentades, però s'hi pot veure perfectament la forma del poble vell, la cellera, els ravals, els eixamples...

## Activitats econòmiques
Com molts dels termes veïns, el de Bages és essencialment agrícola. Està dominat per la vinya, amb, sobretot, dues especialitats: la denominació d'origen Costers del Rosselló de vins de taula, i la de Ribesaltes per als vins dolços blancs naturals. El 90% del terme comunal produeix vinya. Fora d'ella, hi ha una mica d'albercoquers (no arriba a 50 ha), i una mica d'hort (amb una extensió similar).
Les activitats industrials se centren, sobretot, al Celler cooperatiu, una destil·leria d'alcohol i una fàbrica productora d'aliments dietètics, a més de les petites indústries situades a la Zona artesanal.

### Turisme
Bages ofereix tres establiments amb apartaments dins del poble, i un quart al Mas Madern, a mig camí de la costa.

## Comunicacions

### Vies antigues de comunicació
Per Bages transitava la Strada Conflentana, que travessava el terme actual d'est a oest. Procedia d'Avalrí, de l'actual terme de Montescot, per anar a buscar la riba nord de l'antic estany de Bages, ara desaparegut, i, sempre cap a ponent, anava a buscar el Mas Nou i el Castell del Reart, per davant de la capella del qual passava. De seguida passava a gual el Reart, i entrava en terme de Pontellà i Nyils, just en el termenal d'aquesta comuna amb la de Pollestres.
Un segon camí antic documentat és el que procedia de Vilanova de Raó, i a la llarga de Ruscino, entrava pel nord-est del terme de Bages, travessava el poble, després de passar per la riba de llevant de l'estany de Bages, i continuava cap al sud, en direcció a Sant Joan la Cella.

### Carretera
La principal carretera que creua el terme comunal de Bages, de ponent a llevant (o a la inversa) és la D-612 (Tuïr - Elna), que pel costat de ponent enllaça també Bages amb Trullàs i Llupià, i pel de llevant, amb Montescot.
A part d'aquesta, n'hi ha dues més. D'una banda, la D-49 (D-903, a PollestresPontellà - Hortafà), que travessa el terme de nord-oest a sud-est, i la D-406 (Bages - Sant Joan la Cella), que de Bages marxa cap al sud-oest. Les dues carreteres uneixen Bages amb les poblacions esmentades com a destí de la carretera).

### Mitjans de transport públic
La línia 421 del servei departamental de transports públics le Bus à 1 €, de Millars a Sant Cebrià Platja, enllaça Bages amb Trullàs, Llupià, Tuïr i Millars, cap a ponent, i Montescot, Elna, Alenyà, Sant Cebrià i Sant Cebrià Platja cap a llevant. Millars es troba a poc més de mitja hora de Millars, a 20 minuts de Tuïr, a menys d'un quart d'hora de Llupià i a menys de 10 minuts de Trullars, mentre que per l'altre costat, Montescot és a uns 5 minuts, poc més de 10 fins a Elna, Alenyà a 20 minuts, Sant Cebrià a quasi mitja hora i Sant Cebrià Platja a uns tres quarts d'hora. La línia circula de dilluns a dissabte, amb un servei al matí i un altre a la tarda en cada direcció.
La línia 460 del mateix servei enllaça Perpinyà amb Brullà, passant per Pollestres, Bages i Hortafà. Per aquesta línia, de Bages a Perpinyà hi ha mitja hora, un quart d'hora fins a Pollestres, 10 minuts fins a Hortafà i un quart d'hora fins a Brullà. Circula de dilluns a dissabte, amb quatre serveis diaris (dos al matí i dos a la tarda), a més del servei escolar, que no funciona fora de l'època de l'any de funcionament de les escoles.
Una variant de la mateixa línia 460 relliga Elna amb Bages, passant per Hortafà i Brullà. Per aquesta línia, que també circula de dilluns a dissabte amb un sol servei al dia (al matí cap a Elna, i al migdia de retorn), Elna és a mitja hora de Bages de Rosselló.

### Camins
El traçat de la carretera D-612 se sobreposa a les antigues Ruta d'Elna i Ruta de Tuïr. També es troba en el terme bagenc un antic camí ramader: la Carrera dels Maters, ara anomenada Camí, Ruta o Travessa dels Maters. Fora d'aquests tres casos, la resta són denominats camins. D'una banda hi ha els camins que antigament duen a les poblacions dels entorns, com el Camí de Perpinyà, o de la Porta de Canet, el Camí de Brullà, o de les Camamilles, el Camí de Pollestres, o de Nyils, o del Mas Nou, el Camí d'Elna a Pollestres, el Camí de Sant Joan, o del Pla, un segon Camí de Perpinyà, o de la Usina, un tercer Camí de Perpinyà, un quart Camí de Perpinyà, o de Vilanova, un segon Camí de Sant Joan, el Camí d'Hortafà i el Camí Vell de Sant Joan. De l'altra, els que menen a masos i altres indrets del terme: Camí d'Avallric, o de Belric, Camí de Bajoles, Camí de Candell i les Dimoseles, Camí de Candell i del Masot, Camí de la Planta, Camí de la Torre d'en Sarrís, Camí de la Ribereta, abans Camí dels Templers, Camí de les Qüestions, Camí de les Vinyes de la Garriga, Camí del Mas Paltor, també anomenat Camí d'Elna a Pollestres, Camí de Mas Puec, Camí de l'Olivet, Camí dels Horts, Camí dels Termiguers, o de la Prada, Camí de les Dimoseles, o de Millaroles, Camí de Pica Mosca, Camí Vell del Mas Tardiu i la Travessa del Puig d'en Masó.

## Història

### Prehistòria
Una necròpolis amb 39 tombes molt ben conservades va ser trobat a Bages, al lloc dels Omells. Es tracta d'un cementiri amb dues fases diferents, però pertanyents totes dues al Bronze final, entre darreries d'aquest període i el període protohistòric, cap al segle vi abans de la nostra era. Els Omells són a prop i al sud-oest del nucli de població de Bages, i antigament formava la vora de l'estany de la Prada.
De la primera Edat del Ferro és el jaciment trobat a les Rotes, al nord del poble de Bages, a la riba nord de l'antic estany. Es tracta d'un jaciment petit, amb poques restes trobades, mostra un jaciment prehistòric ja força tardà.
Un hàbitat d'època neolítica es va trobar a la Llàntia, al nord del terme, a prop del Mas de la Prada i de la riba sud de l'Estany de Vilanova de Raó. Es va trobar envoltat de nombroses restes de ceràmica romana i medieval (paleocristiana estampada), cosa que permet parlar de continuïtat dels hàbitats al llarg de segles.
Del pas de l'edat antiga a la protohistòria daten les restes trobades al Castellàs, al nord-oest del terme. Es tracta d'un petit hàbitat del Bronze final o principis de l'Edat del Ferro. Prop d'aquest jaciment, al Mas Nou, nombroses restes situen un altre possible hàbitat aproximadament de la mateixa època. I, a més, tres petits jaciments més dels voltants hi situen elements datables entre el segle v i el IV abans de Jesucrist. Es tracta d'una zona on també hi ha el Castell del Reart i un poblament medieval prou documentat.

### Edat antiga
A la zona sud del terme de Bages es van trobar restes de dues vil·les romanes, als llocs anomenats Vulpilleres i el Mas Nou, tots dos al nord del terme, amb material dels segles I a III de la nostra era. A més de les tombes, es va trobar força material arqueològic, que ha permès datar amb força exactitud aquesta necròpolis.
A les Mates, a l'oest-nord-oest de Bages, prop del Mas Simonet, es van trobar restes d'un hàbitat del Baix Imperi Romà. Molts fragments de ceràmica, entre els quals bastant de paleocristiana estampada, permeten datar aquest hàbitat cap als segles iv i v de la nostra era. Molt a prop s'havien trobat anys abans unes altres restes de construccions que semblen correspondre a ocupacions ja altmedievals, possiblement continuïtat de l'anterior.
D'altres petits jaciments d'època antiga es troben a Bages:
- Un altre hàbitat de l'Alt Imperi Romà al Camí de Vilanova, a prop i al nord del nucli de població, a prop dels Termiguers.
- El jaciment de la Llàntia abans esmentat.
- Un altre al lloc de les Mates, al nord-oest de Bages, molt a prop del Mas Simonet, amb restes que permeten datar la seva ocupació entre el segle i abans de la nostra era i mitjan segle ii de després.
- A Vulpilleres, a la zona nord-oest del terme, prop de l'estany, es van trobar nombroses restes que porten l'antiguitat d'aquest hàbitat rural a l'Alt Imperi.
- Als Arbres -o Aibres- Blancs, a l'oest-nord-oest de Bages, un hàbitat ocupat els segles V-VI de la nostra era.
- A Milleroles, a ponent de Bages, prop de la Cava Cooperativa, un petit hàbitat d'època romana republicana.
- A Puig Dallat, molt a prop al sud-oest del poble, una ocupació entre els segles iv i v després de Jesucrist.
- Al Còrrec del Pixó, al sud del nucli de població, restes d'època romana republicana, amb moltes àmfores disposades en línia.
- Al Puig d'en Massó, prop de la Torre d'en Sarrís, a prop i al sud-est de Bages, diverses restes de possibles hàbitats entre l'Edat del Ferro i finals del Baix Imperi o alta edat mitjana.
- A les Roges, al límit sud-oest del terme comunal, prop del Mas Tardiu de Brullà, un altre possible hàbitat del període romà republicà.

### Edat mitjana
Bages, amb la forma Baias apareix documentat el 922, mentre que el 981 ja apareix escrit Bages. Aquest poble fou seu d'una senyoria laica, que va passar per mans de diferents famílies rosselloneses: els Bages als segles xii i xiii, els Llupià el XIV i el XV.
Al segle xii, vivia a Bages un dels 5 dignitaris del capítol d'Elna, que hi posseïa casa i castell. Els altres quatre vivien a Baixàs, Elna, Salelles i Trullars.

### Edat moderna
Passà als Sagarriga el XV i el XVI, després d'una confiscació als Llupià feta per Lluís XI de França, els Taquí, el XVII i els d'Oms, al xviii. El 1767 fou incorporat al marquesat d'Oms, acabat de crear.

## Demografia

### Demografia antiga
La població està expressada en nombre de focs (f) o d'habitants (h)
| Evolució demogràfica de Bages de Rosselló entre 1358 i 1790 | Evolució demogràfica de Bages de Rosselló entre 1358 i 1790 | Evolució demogràfica de Bages de Rosselló entre 1358 i 1790 | Evolució demogràfica de Bages de Rosselló entre 1358 i 1790 | Evolució demogràfica de Bages de Rosselló entre 1358 i 1790 | Evolució demogràfica de Bages de Rosselló entre 1358 i 1790 | Evolució demogràfica de Bages de Rosselló entre 1358 i 1790 | Evolució demogràfica de Bages de Rosselló entre 1358 i 1790 | Evolució demogràfica de Bages de Rosselló entre 1358 i 1790 | Evolució demogràfica de Bages de Rosselló entre 1358 i 1790 | Evolució demogràfica de Bages de Rosselló entre 1358 i 1790 | Evolució demogràfica de Bages de Rosselló entre 1358 i 1790 | Evolució demogràfica de Bages de Rosselló entre 1358 i 1790 | Evolució demogràfica de Bages de Rosselló entre 1358 i 1790 | Evolució demogràfica de Bages de Rosselló entre 1358 i 1790 |
| 1358                                                        | 1365                                                        | 1378                                                        | 1470                                                        | 1515                                                        | 1553                                                        | 1643                                                        | 1709                                                        | 1720                                                        | 1730                                                        | 1767                                                        | 1774                                                        | 1789                                                        | 1790                                                        |                                                             |
| ----------------------------------------------------------- | ----------------------------------------------------------- | ----------------------------------------------------------- | ----------------------------------------------------------- | ----------------------------------------------------------- | ----------------------------------------------------------- | ----------------------------------------------------------- | ----------------------------------------------------------- | ----------------------------------------------------------- | ----------------------------------------------------------- | ----------------------------------------------------------- | ----------------------------------------------------------- | ----------------------------------------------------------- | ----------------------------------------------------------- | ----------------------------------------------------------- |
| 6 f                                                         | 65 f                                                        | 46 f                                                        | 36 f                                                        | 36 f                                                        | 28 f                                                        | 20 f                                                        | 76 f                                                        | 59 f                                                        | 63 f                                                        | 246 h                                                       | 63 f                                                        | 80 f                                                        | 105 h                                                       |                                                             |

Font: Pélissier 1986
Notes :
- 1358: Dades referides al Castell de Reart
- 1365: Dels quals, 10 focs corresponen a Reart
- 1378: Dels quals, 3 focs corresponen a Reart,

### Demografia contemporània
| Evolució de la població |      |      |      |      |      |      |      |      |
| 1793                    | 1800 | 1806 | 1821 | 1831 | 1836 | 1841 | 1846 | 1851 |
| 206                     | 231  | 290  | 388  | 496  | 546  | 541  | 622  | 602  |

| 1856 | 1861 | 1866 | 1872 | 1876  | 1881  | 1886  | 1891  | 1896  |
| ---- | ---- | ---- | ---- | ----- | ----- | ----- | ----- | ----- |
| 726  | 784  | 821  | 821  | 1.076 | 1.345 | 1.477 | 1.711 | 2.010 |

| 1901  | 1906  | 1911  | 1921  | 1926  | 1931  | 1936  | 1946  | 1954  |
| ----- | ----- | ----- | ----- | ----- | ----- | ----- | ----- | ----- |
| 2.223 | 2.106 | 1.993 | 1.803 | 1.731 | 1.682 | 1.703 | 1.615 | 1.640 |

| 1962  | 1968  | 1975  | 1982  | 1990  | 1999  | 2006  | 2008  | 2012  |
| ----- | ----- | ----- | ----- | ----- | ----- | ----- | ----- | ----- |
| 1.755 | 1.900 | 2.145 | 2.711 | 3.217 | 3.328 | 3.723 | 3.834 | 3.960 |

| 2013  | - | - | - | - | - | - | - | - |
| ----- | - | - | - | - | - | - | - | - |
| 3.987 | - | - | - | - | - | - | - | - |

Fonts: «Dels pobles de Cassini a les comunes d'avui» (École des hautes études en sciences sociales - Ldh/EHESS/Cassini) fins al 1999, i l'Institut nacional francès d'estadística i d'estudis econòmics (INSEE) a partir del 2004.

### Evolució de la població (1962-2008)

Població 1962-2008

## Administració i política

### Batlles[14]
| Període              | Nom                  | Opció política | Comentaris |
| -------------------- | -------------------- | -------------- | ---------- |
| 1945 – 1948          | Joseph Fabréga-Gauze |                |            |
| 1948 – 1958          | Robert Bassède       |                |            |
| 1958 – 1959          | Maurice Bertrand     |                |            |
| 1959 – 1983          | François Ricard      |                |            |
| 1983 – 1995          | Jean-Claude Madrénas | UDF-CDS        |            |
| 1995 – 2020          | Serge Soubielle      | Esquerres      |            |
| 2020 – Moment actual | Marie Cabrera        |                |            |

### Legislatura 2014 - 2020

#### Batlle
- Serge Soubielle. 1r vicepresident de la Comunitat de comunes[17] Sud Rosselló

#### Adjunts al batlle[18]
- 1r: Marie Cabrera. Vicepresident de la Comissió d'Infància, Joventut i Vida associativa. Membre de la de Vida dels barris, Vies suaus de comunicació i Via pública, de la de Festes i cerimònies, Nouvinguts i Comerç artesanal, de la d'Educació i Vida escolar i periescolar i de la d'Afers culturals, Agermanaments i Comunicació
- 2n: Marie-Hélène Guéroult-Munoz. Vicepresident de la Comissió d'Afers culturals, Agermanaments i Comunicació
- 3r: Gérard Bigourdan Gérard. Vicepresident de la Comissió d'Urbanisme, Seguretat i Aigua i sanejament. Membre de la de Treballs, Entorn i Economia d'energia
- 4t: Georges Mencion. Vicepresident de la Comissió de Treballs, Entorn i Economia d'energia
- 5è: Corine Bordes. Vicepresident de la Comissió de Festes i cerimònies, Nouvinguts i Comerç artesanal. Membre de les d'Educació i Vida escolar i periescolar i d'Afers socials i Transport interurbà
- 6è: Christine Auriche. Vicepresident de la Comissió d'Afers socials i Transport interurbà. Membre de la d'Educació i Vida escolar i periescolar i de la d'Infància, Joventut i Vida associativa
- 7è: Yves Falvet. Vicepresident de la Comissió de Vida dels barris, Vies suaus de comunicació i Via pública. Membre de la de Festes i cerimònies, Nouvinguts i Comerç artesanal, de la de Treballs, Entorn i Economia d'energia i de la d'Urbanisme, Seguretat i Aigua i sanejament
- 8è: Georges Guardia. Vicepresident de la Comissió d'Educació i Vida escolar i periescolar. Membre de la de Festes i cerimònies, Nouvinguts i Comerç artesanal, de la de Treballs, Entorn i Economia d'energia i de la d'Urbanisme, Seguretat i Aigua i sanejament

#### Consellers municipals
- Béatrice Cappaï. Membre de la comissió d'Afers culturals, Agermanaments i Comunicació
- Jean-Fred Reilhac. Membre de la comissió de Vida dels barris, Vies suaus de comunicació i Via pública
- Daniel Avazeri. Membre de la comissió d'Educació i Vida escolar i periescolar
- André Jimenez. Membre de la comissió de Treballs, Entorn i Economia d'energia, de la d'Urbanisme, Seguretat i Aigua i sanejament i de la d'Infància, Joventut i Vida associativa
- Augustin Ferrer. Membre de la comissió de Treballs, Entorn i Economia d'energia i de la d'Urbanisme, Seguretat i Aigua i sanejament
- Réjane Thibon-Sahonet. Membre de les comissions d'Educació i Vida escolar i periescolar, de la de Festes i cerimònies, Nouvinguts i Comerç artesanal, de la d'Afers socials i Transport interurbà, de la d'Afers culturals, Agermanaments i Comunicació i de la d'Infància, Joventut i Vida associativa
- Vincenzo Romano. Membre de les comissions de Vida dels barris, Vies suaus de comunicació i Via pública, de la d'Afers socials i Transport interurbà i de la d'Afers culturals, Agermanaments i Comunicació
- Christiane Pianetti. Membre de la comissió d'Afers culturals, Agermanaments i Comunicació i de la d'Infància, Joventut i Vida associativa
- Christine Kohler. Membre de la comissió d'Afers socials i Transport interurbà, de la d'Urbanisme, Seguretat i Aigua i sanejament i de la d'Afers culturals, Agermanaments i Comunicació
- Christine Lopes. Membre de la comissió de Vida dels barris, Vies suaus de comunicació i Via pública i de la d'Infància, Joventut i Vida associativa
- Rachel Gioana. Membre de les comissions d'Educació i Vida escolar i periescolar, de la de Vida dels barris, Vies suaus de comunicació i Via pública, de la de Festes i cerimònies, Nouvinguts i Comerç artesanal, de la de Treballs, Entorn i Economia d'energia i de la d'Infància, Joventut i Vida associativa
- Kadi Ben Abdeslem. Membre de la comissió d'Educació i Vida escolar i periescolar, de la de Vida dels barris, Vies suaus de comunicació i Via pública, de la de Festes i cerimònies, Nouvinguts i Comerç artesanal, de la d'Afers socials i Transport interurbà i de la d'Urbanisme, Seguretat i Aigua i sanejament
- Pierre Campa. Membre de la comissió d'Urbanisme, Seguretat i Aigua i sanejament
- Mauricette Aybar. Membre de les comissions d'Educació i Vida escolar i periescolar, de la de Festes i cerimònies, Nouvinguts i Comerç artesanal i de la d'Afers socials i Transport interurbà
- Bernard Conton. Membre de les comissions de Vida dels barris, Vies suaus de comunicació i Via pública i de la de Treballs, Entorn i Economia d'energia
- Virginie Lemaire
- Olivier Castany. Membre de la comissió d'Afers culturals, Agermanaments i Comunicació i de la d'Infància, Joventut i Vida associativa
- Robert Riffaud. Membre de la comissió d'Afers socials i Transport interurbà

### Administració cantonal

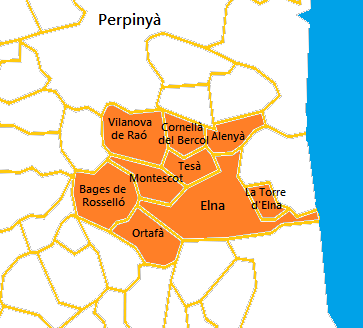
Mapa del Cantó de la Plana d'Illiberis

El 1790 la comuna de Bages de Rosselló fou inclosa en el Cantó d'Elna, dins del districte de Perpinyà. El 1801 fou inclosa en el Cantó de Perpinyà Est, i posteriorment se la integrà en el nou cantó de Perpinyà-3, el 1973. En fou desglossada el 1982 per tal de formar part del recreat Cantó d'Elna.
A les eleccions cantonals del 2015 Bages de Rosselló ha estat inclosa en el cantó número 12, denominat La Plana d'Illiberis, amb capitalitat a la ciutat d'Elna i amb els pobles d'Alenyà, Bages de Rosselló, Cornellà del Bercol, Montescot, Ortafà, Tesà, la Torre d'Elna i Vilanova de Raó. Hi han estat escollits com a consellers departamentals Marie-Pierre Sadourny, del Partit Socialista, consellera municipal a l'oposició a Sant Cebrià, i Nicolas Garcia, del Partit Comunista Francès - Front d'esquerres, conseller municipal a l'oposició a Elna.

### Serveis comunals mancomunats
Bages de Rosselló forma part de la Comunitat de comunes de les Alberes, Costa Vermella i d'Illiberis, amb capitalitat a Argelers, juntament amb Argelers, Bages de Rosselló, Banyuls de la Marenda, Cervera de la Marenda, Cotlliure, Elna, Montesquiu d'Albera, Ortafà, Palau del Vidre, Portvendres, la Roca d'Albera, Sant Andreu de Sureda, Sant Genís de Fontanes, Sureda i Vilallonga dels Monts.

## Persones il·lustres
- Louis Noguères (1881-1956), polític mort a Bages ;
- Henri Noguères (1916-1990), polític i periodista nascut a Bages ;
- Jean-Pierre Serre (1926-), un dels matemàtics més importants del segle xx, nascut a Bages ;
- Claude Barate (1943-), polític nascut a Bages.
- Joseph Galy (1929-1997) jugador de rugbi
- Élie Brousse (1921-) jugador de rugbi

## Cultura

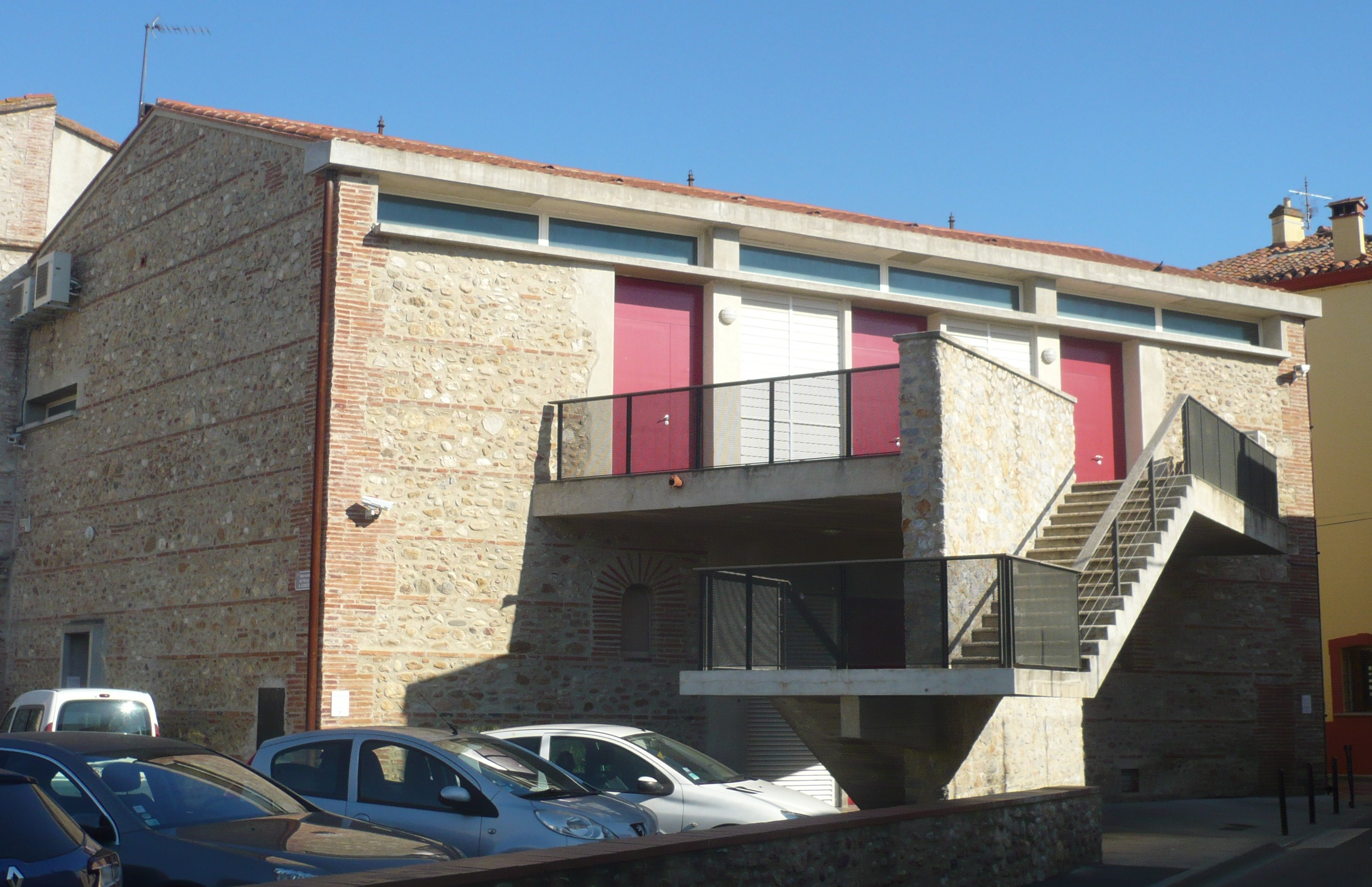
La sala polivalent del Centre Cultural de Bages

### Ensenyament
Bages compta amb una llar d'infants (Pomme-canelle, que acull els nens i nenes de 2 mesos a 4 anys), una escola maternal (Les Alberes, fins a 6 anys), i una de primària (Le Canigou, fins a 12 anys). A partir de secundària, els estudiants bagencs van a Elna. Per als que estan entre 11 i 17 anys s'ofereix un Punt d'informació jove, que organitza algunes activitats al llarg de l'any.

### Mediateca
La Mediateca de Bages duu el nom d'un dels fills de la vila, Joan Pau Giné, un dels cantautors més reconeguts de la Catalunya Nord. La Mediateca ofereix tant els serveis tradicionals de biblioteca com els més moderns basats en formats digitals en diferents suports.

### Lleure
A banda de la comissió especial d'assistència social, que té una activitata important en l'àmbit de la solidaritat, Bages compta amb dues associacions de lleure per a gent gran: el Club Sant Andreu i el d'Amitié Loisirs. La Sala Polivalent Municipal sol ser el lloc on es desenvolupen les seves activitats.

### Solidaritat
A més del CCAS ja esmentat a l'apartat anterior, desenvolupen molta activitat en el camp de la solidaritat tant l'antena de Bages de la Creu Roja com Bages Solidari.

### Les associacions bagenques
Bages compta amb un bon nombre d'associacions culturals i esportives amb molta diversitat d'ofertes. Una guia digital editada per l'ajuntament bagenc n'ofereix una ampla informació.

## Agermanament
Bages de Rosselló està agermanada des del 2005 amb la població alemanya de Niederstotzingen. L'espai existent davant de l'escola maternal, una esplanada que serveix per a autocars o el començament del Carnaval està dedicat a aquesta població del sud d'Alemanya, a Baden-Württemberg.